# The Secret Life of the American Teenager
The Secret Life of the American Teenager (ofta förkortat till Secret Life) är en amerikansk tonårsdrama-TV-serie.
Serien är avslutad och sändes i totalt 5 säsonger.

## Handling
Amy Juergens (Shailene Woodley) är en smart tjej som lever ett vanligt tonårsliv, tills hon blir med barn. När hennes son föds tvingas hon kombinera sitt nya mammaliv med skola och vänner, vilket inte alltid blir helt lätt. Amys vänner har sina egna syner på relationer och sex, vilket blir allt mer tydligt när deras hemligheter kommer upp till ytan.

## Rollista i urval
- Shailene Woodley - Amy Juergens
- India Eisley - Ashley Juergens
- Mark Derwin - George Juergens
- Molly Ringwald - Anne Juergens
- Daren Kagasoff - Richard "Ricky" Underwood
- Ken Baumann - Benjamin "Ben" Boykewich
- Francia Raisa - Adrian Lee Enriquez
- Megan Park - Grace Bowman
- Katelyn Tarver - Mercedes